# 아시안 하이웨이 84호선
아시안 하이웨이 84호선(AH84)은 터키의 도우베야짓에서 메르신까지 이어주는 총 연장 1,074 km의 거리를 가진 국제 간선 도로망이다. 그러나 이 도로는 유럽 고속도로 90호선과 유럽 고속도로 99호선을 함께 공용하는 것으로 보인다.

## 주요 경유지
해당 도로의 경유지는 전선 터키를 경유한다.

### 터키
- 국도 제D975호선 : 도우베야짓 - 무라디예
- 국도 제D280호선 : 무라디예 - 에르지슈
- 국도 제D290호선 : 에르지슈 - 아질체바즈
- 국도 제D965호선 : 아질체바즈 - 바이칸
- 국도 제D360호선 : 바이칸 - 디야르바키르 - 시베레크
- 국도 제D885호선 : 시베레크 - 샨리우르파
- 오토요르 제52호선 : 샨리우르파 - 가지안테프 - 토프라크칼레 - 아다나
  - 분기선 -  오토요르 제53호선 : 토프라크칼레 - 이스켄데룬
- 오토요르 제50호선 : 아다나
- 오토요르 제51호선 : 아다나 - 메르신